# Marco Delvecchio
Marco Delvecchio (Milán, 7 de abril de 1973) es un exfutbolista italiano, delantero de la Roma que ganó el Scudetto en 2001 e  internacional por Italia.

## Biografía
Delvecchio fue un gran anotador, que tenía facilidad para el regate. Antes de llegar a la Roma, en 1995, pasó por varios equipos italianos como Inter Milan (1992 y 1994-95), Venezia (1992-93), y Udinese (1993-94). El momento álgido de su carrera llegó cuando se convirtió en la estrella de la Roma en la temporada 2001 cuando consiguieron el Scudetto.
Después jugó una temporada para el Brescia en la 2004-05, y más tarde para el Parma. En 2006, fue trasferido al Ascoli.
El 10 de mayo de 2007, Delvecchio y el Ascoli llegaron a un acuerdo en el que podría rescindir su contrato si el equipo descendía a la Serie B. Actualmente está retirado.

## Selección nacional
Delvecchio formó parte de la selección italiana Sub-21 en los campeonatos Europeos Sub-21 de 1994 y 1996, también participó en los juegos Olímpicos de 1996 en Atlanta.
Ya con la absoluta, y hasta 2004, anotó 3 goles en 14 partidos; su primer gol como internacional fue frente al combinado francés en la final de la Euro 2000. Delvecchio también viajó a Corea y Japón para el mundial de 2002 pero no jugó.

## Trayectoria
| Club    | País   | Año       | PJ (Goles) |
| ------- | ------ | --------- | ---------- |
| Inter   | Italia | 1991-1992 | 4 (0)      |
| Venezia | Italia | 1992-1993 | 20 (3)     |
| Udinese | Italia | 1993-1994 | 7 (0)      |
| Inter   | Italia | 1994-1995 | 33 (5)     |
| AS Roma | Italia | 1995-2005 | 269 (77)   |
| Brescia | Italia | 2005      | 5 (0)      |
| Parma   | Italia | 2005-2006 | 8 (1)      |
| Ascoli  | Italia | 2006-2007 | 10 (2)     |

## Palmarés
- 2000-01 campeón de la Serie A con AS Roma.
- 2001 campeón de la Supercopa de Italia con AS Roma.

## Curiosidades
Se le concedió la medalla Cavaliere Ordine al Merito della Repubblica Italiana el 12 de julio de 2000.